# Кира Косарин
Кира Никол Косарин (енгл. Kira Kosarin; Морстаун, 7. октобар 1997) америчка је глумица.

## Биографија
Рођена је у јеврејској породици. У раним годинама, Кира је вежбала плес и гимнастику. Студирала је балет у балетској школи Бока Балет и похађала је Пајн Крест Школу. Њени родитељи раде у Бродвеј позоришту, мајка као глумица, а отац као звучни редитељ, диригент и музички продуцент. Након што је похађала глумачку радионицу, заљубила се у телевизијске активности и одлучила је да се пресели у Лос Анђелес, да би 2011. године наставила каријеру на телевизији. Од 2013. године је глумила у Никелодионовој ТВ серији Тандерменови.

## Филмографија
| Улоге Кире Косарин |                      |                                            |                |                                          |
| Година             | Српски назив         | Изворни назив                              | Улога          | Напомена                                 |
| 2012.              | Играј!               | Shake It Up                                |                | епизода "Wrestle It Up"                  |
| 2013−2018.         | Тандерменови         | The Thundermans                            | Фиби Тандермен | Главна улога                             |
| 2014.              |                      | AwesomenessTV                              | себе           | епизода "Teen Challenge"                 |
| 2015.              | Једно лудо крстарење | One Crazy Cruise                           |                | филм (Никелодион)                        |
| 2015.              |                      | Nickelodeon's Ho-Ho Holiday Special        | себе           | специјал                                 |
| 2016.              | Школа рока           | School of Rock                             |                | епизода A Band With No Name              |
| 2016.              | Хенри Опасност       | Henry Danger                               | Фиби Тандермен | епизода Danger & Thunder                 |
| 2016−2017.         |                      | Paradise Run                               | себе           | 3 епизоде                                |
| 2017.              |                      | Nickelodeon's Not's So Valentine Special   | себе           | специјал                                 |
| 2017.              |                      | Nickelodeon's Sizzling Summer Camp Special | себе           | специјал                                 |
| 2018.              |                      | Lip Sync Battle Shorties                   | себе           | епизода "Catwalk/Jungle/Girls Night Out" |
| 2018.              | Чета витезова        | Knight Squad                               |                | епизода "Wish I May, Wish I Knight"      |
| 2018.              |                      | Double Dare                                | себе           | епизода "Thunderstruck vs. Girl Power"   |
| 2018.              |                      | All About The Washingtons                  |                | епизода "Yo! Bum Rush The Secret Show"   |

## Награде и номинације
| Година | Награда                | Категорија      | Прималац     | Резултат   | Реф.  |
| ------ | ---------------------- | --------------- | ------------ | ---------- | ----- |
| 2015   | Награда по избору деце | Омиљена глумица | Тандерменови | Номинација | [ 3 ] |
| 2016   | Награда по избору деце | Омиљена глумица | Тандерменови | Номинација | [ 4 ] |
| 2017   | Награда по избору деце | Омиљена глумица | Тандерменови | Номинација | [ 5 ] |
| 2018   | Награда по избору деце | Омиљена глумица | Тандерменови | Номинација |       |